# Sakuma (Klan)

Wappen der Sakuma

Die Sakuma (japanisch 佐久間氏, Sakuma-shi) waren eine alte Familie des japanischen Schwertadels (Buke), die aus der Provinz Owari stammte.

## Genealogie
- Nobumori (信盛; 1527?–1582) diente Oda Nobunaga und war Herr der Burg Yamasaki. Nobumori war 1572 als General an der Unterdrückung der Nagashima-Ikkō-Aufstände beteiligt. Er belagerte von 1576 bis 1580 fünf Jahre lang den Tempel Hongan-ji in Ōsaka. Auf Grund dieses Versagens wurde er in das Kloster Kōya verbannt.
- Morimasa (盛政; 1554–1583) diente Shibata Katsuie und war Verwalter der Burg Oyama in der Provinz Kaga. 1583 besiegte und tötete er in der Schlacht von Shizugatake Nakagawa Kiyohide (中川 清秀; 1542–1583). Nach diesem Erfolg rief ihn Katsuie zurück, da Toyotomi Hideyoshi mit einer Armee im Anmarsch war. Morimasa folgte der Anweisung nicht, schlug sich mit Hideyoshis Truppen, wurde geschlagen und floh. Er wurde jedoch gefasst und bei Rokujō-gawara[A 1] bei Kyōto enthauptet.
- Yasumasa (安政; 1555–1627) ergab sich nach der Niederlage von Shizugatake Hideyoshi. Nach der Schlacht von Sekigahara im Jahr 1600 erhielt er die Burg Iiyama in der Provinz Shinano mit einem Einkommen von 30.000 Koku. Die Familie starb 1638 aus.